# Riu Apalachicola
El riu Apalachicola (En anglès: Apalachicola River), d'aproximadament 180 km de longitud, és un destacat riu del sud-oest dels Estats Units que discorre íntegrament per l'estat de Florida (encara que en un curt tram forma la frontera natural entre Florida i Geòrgia). Es forma per la confluència dels rius Chattahoochee (702 km) i Flint (240 km) i desemboca en el golf de Mèxic.
Amb la seva font més distant, localitzada en el nord-oest de Geòrgia, el sistema Apalachicola–Chattahoochee arriba fins als 982 km, que el converteixen en el riu més llarg dels Estats Units (i el 14è dels primaris). La conca del riu, coneguda abreviadament com la Conca del Riu ACF (ACF River Basin, per Apalachicola-Chattahoochee-Flint), drena aproximadament 50.505 km².
El seu nom ve de la tribu ameríndia dels apalachicola, que solia viure al llarg del riu.

## Geografia
El riu forma la línia divisòria estatal entre Florida i Geòrgia, a prop de la ciutat de Chattahoochee, aproximadament 60 milles al nord-est de la ciutat de Panamà (Florida), en la confluència dels rius Flint (Geòrgia) i el Chattahoochee. La confluència està actualment submergida sota les aigües del llac Semínola, format per la presa de Jim Woodruff. Flueix al sud pels boscos de la Florida Panhandle, passant per Bristol. En el Comtat de Gulf, s'uneix el riu Chapola per l'Oest. Així mateix flueix a una entrada de la Badia Apalachicola, del Golf de Mèxic, a Apalachicola. Els últims 48 quilòmetres del riu estan envoltats per extensos pantans i aiguamolls excepte a la costa. El canal del riu el draga el Cos d'Enginyers de l'Exèrcit dels Estats Units per permetre-hi la navegació. Excepte l'àrea al voltant de la seva desembocadura, el riu forma el límit entre l'hora de l'Est i Central dels Estats Units.
El riu Apalachicola és famós per la seva mel de tupelo, una alta qualitat de mel Monofloral, produïda onsevulla que els arbres de Nyssa floreixen en sud-est dels Estats Units, però la més pura i més cara (que és certificada per la Melisopalinologia) es produeix principalment en aquesta vall i, en menor grau, en altres valls del riu. En un any de collita bona, el valor de la mel produïda per un grup d'apicultors de Florida especialitzats s'apropa al milió de dòlars.
Durant el període colonial britànic de Florida el riu va formar el límit entre la Florida Oriental i la Florida Occidental.